# Margarette Ballard
Margarette Ballard est une joueuse de tennis américaine de la fin du XIXe siècle, née le 20 décembre 1866.
En 1889, elle a remporté la première édition du double dames de l'US Women's National Championship aux côtés de Bertha Townsend. 

## Palmarès (partiel)

### Titre en double dames
| No | Date       | Nom et lieu du tournoi                 | Catégorie | Surface      | Partenaire      | Finalistes                 | Score    |          |
| -- | ---------- | -------------------------------------- | --------- | ------------ | --------------- | -------------------------- | -------- | -------- |
| 1  | 11/06/1889 | US National Championships Philadelphie | G. Chelem | Gazon (ext.) | Bertha Townsend | Laura Knight Marian Wright | 6-0, 6-2 | Parcours |

### Finale en double dames
| No | Date       | Nom et lieu du tournoi                 | Catégorie | Surface      | Vainqueures                     | Partenaire      | Score    |          |
| -- | ---------- | -------------------------------------- | --------- | ------------ | ------------------------------- | --------------- | -------- | -------- |
| 1  | 10/06/1890 | US National Championships Philadelphie | G. Chelem | Gazon (ext.) | Ellen Roosevelt Grace Roosevelt | Bertha Townsend | 6-1, 6-2 | Parcours |

## Parcours en Grand Chelem (partiel)
Si l’expression « Grand Chelem » désigne classiquement les quatre tournois les plus importants de l’histoire du tennis, elle n'est utilisée pour la première fois qu'en 1933, et n'acquiert la plénitude de son sens que peu à peu à partir des années 1950.

### En simple dames
| Année | - | - | - | - | Wimbledon | Wimbledon | US National | US National   |
| 1890  | - | - | - | - | -         | -         | 1/2 finale  | Lida Voorhees |

À droite du résultat, l’ultime adversaire.

### En double dames
| Année | - | - | - | - | Wimbledon | Wimbledon | US National          | US National                |
| ----- | - | - | - | - | --------- | --------- | -------------------- | -------------------------- |
| 1889  | - | - | - | - | -         | -         | Victoire B. Townsend | Laura Knight Marian Wright |
| 1890  | - | - | - | - | -         | -         | Finale B. Townsend   | E. Roosevelt G. Roosevelt  |

Sous le résultat, la partenaire ; à droite, l’ultime équipe adverse.